# Rifugio Perucca-Vuillermoz
Das Rifugio Perucca-Vuillermoz ist eine Schutzhütte im Aostatal in den Walliser Alpen. Sie liegt in einer Höhe von 2909 m s.l.m. im Seitental Valtournenche in der Nähe des Lago del Dragone innerhalb der Gemeinde Valtournenche. Die Hütte wird von Anfang Juli bis Ende August bewirtschaftet und bietet in dieser Zeit 25 Bergsteigern Schlafplätze.

## Aufstieg
Der Aufstieg zur Hütte beginnt im Ortsteil Valmartin (1495 m) ganz in der Nähe von Valtournenche und führt zunächst über einen Teil des Fernwegs Alta via della Val d’Aosta n.1 zum künstlich aufgestauten Lago di Cignana (2158 m). Nur unweit des Aufstiegsweges am anderen Ende der Staumauer liegt das Rifugio Barmasse, das man in rund 1½ Stunden erreicht. Zunächst geht man noch entlang des rechten Seeufers und steigt dann anfangs in deutlichem Abstand zum Torrent Cignana zur Hütte auf.
Für den keinerlei technische Schwierigkeiten aufweisenden Weg geht man von einem 4-stündigen Anstieg aus. Alternativ kann der Anstieg auch von Perrères erfolgen.

## Geschichte
Die Schutzhütte wurde im Jahr 1990 eingeweiht und ist damit eine Alternative zur unweit gelegenen Biwakschachtel Bivacco Duccio Manenti.
Sie ist den Bergsteigern Piergiorgio Perucca und Corrado Vuillermoz gewidmet, die am 17. September 1985 am Liskamm mit 4 weiteren Kameraden ums Leben kamen.

## Tourenmöglichkeiten

### Übergänge
- Übergang zur Schutzhütte Rifugio Prarayer (2005 m) über den Colle di Valcornera (3066 m).
- Übergang zur Biwakschachtel Bivacco Laura Florio (3320 m) am Col du Créton.

### Gipfeltouren
Folgende Gipfel können von der Hütte erreicht werden:
- Château des Dames – 3488 m
- Punta di Fontanella – 3384 m
- Punta di Balanselmo – 3318 m